# Fences (2016)
Fences ist ein US-amerikanisches Filmdrama von Denzel Washington, das auf dem gleichnamigen Theaterstück von August Wilson basiert und am 16. Dezember 2016 in die US-amerikanischen Kinos kam. Der deutsche Kinostart war am 16. Februar 2017.
Im Rahmen der Oscarverleihung 2017 erhielt Fences in vier Kategorien eine Nominierung, darunter als Bester Film, Denzel Washington als Bester Hauptdarsteller und August Wilson postum für das Beste adaptierte Drehbuch. Viola Davis erhielt für ihre Darstellung der Rose Maxson die Oscar-Statue als Beste Nebendarstellerin.

## Handlung
In den späten 1950er Jahren arbeitet der Afroamerikaner Troy Maxson in Pittsburgh, Pennsylvania, sehr hart, um seiner Frau Rose ein würdiges Leben zu ermöglichen und seine Familie über Wasser zu halten. Die beiden haben einen Sohn namens Cory. Troys 34-jähriger Sohn Lyons aus einer früheren Ehe lebt nur für seine Musik; er kommt regelmäßig an Troys Zahltag vorbei, um sich Geld zu leihen. Auch wenn er nur wenig verdient, hat Troy erst vor kurzem ein Haus gekauft. Hierfür verwendete er eine Entschädigung, die sein jüngerer Bruder Gabriel erhalten hatte, ein Ex-Soldat, der nach einer Kriegsverletzung eine Metallplatte im Kopf hat und den Intellekt eines Kindes besitzt.
Früher einmal träumte Troy von einer Karriere als Baseballspieler, denn er spielte erfolgreich in der Negro Leagues, nun aber wird sein Alltag von seinem Job bei der Müllabfuhr und der täglichen Diskriminierung aufgrund seiner Hautfarbe bestimmt. Jeden Tag fahren Troy und sein Kollege Jim Bono, der auch sein bester Freund ist, gemeinsam hinten auf dem Müllwagen durch die Stadt. Als er seinen Vorgesetzten fragt, warum Schwarze nicht Müllwagenfahrer werden können, wird er zum Bezirksleiter vorgeladen. Man befürchtet, dass er entlassen wird, stattdessen wird er tatsächlich als erster Schwarzer in der Stadt zum Fahrer befördert.
Sein Sohn Cory, der ein talentierter Athlet ist, der an seiner Schule Football spielt und noch bei seinen Eltern wohnt, beginnt, sich gegen seinen Vater aufzulehnen, der sich zunehmend wie der Patriarch seiner Familie verhält. Troy will nicht, dass sein Sohn Football spielt, er soll sich stattdessen einen anständigen Job suchen. Troy erzählt immer wieder von den Erfahrungen mit seinem hartherzigen Vater und von den Kämpfen, die er mit dem Teufel ausgetragen hat, z. B. als er im Krankenhaus einige Tage mit dem Tod rang. Zwar hält Rose das für Hirngespinste, findet die Erzählungen mitunter aber amüsant.
Troy und Rose erkennen zunehmend die Komplexität und die Widersprüche in ihrer Beziehung und dass ihre 18-jährige Ehe auf einem Gefühl von Verpflichtung aufgebaut und daher äußerst fragil ist. Auch wenn Troy seine Ehefrau liebt, gelingt es ihm nicht, sich von dem Gedanken frei zu machen, von niemandem abhängig sein zu wollen und sein eigenes Leben bestimmen zu können. Troy kann durchaus seine grundsätzlich sehr fröhliche Art zeigen, wenn er glücklich ist, aber legt auch eine erschreckende Präsenz an den Tag, wenn er dies nicht ist. Troy merkt, dass ihn die Erlebnisse mit seinem Vater mehr beeinflusst haben, als er geglaubt hatte, und er seine Familie nicht so steuern kann, wie er denkt.
Troy beginnt eine Beziehung zu einer anderen Frau. Als diese schwanger wird, beichtet er es Rose, die darüber sehr empört ist. Die Frau stirbt bei der Geburt; Rose nimmt sich des Babys namens Raynell an. Sie bricht aber endgültig mit Troy, auch wenn sie zusammen wohnen bleiben. Troy beginnt zu trinken. Als er Cory, der ihn verachtet, den Weg ins Haus versperrt und ihn wegschickt, kommt es zu einer tätlichen Auseinandersetzung mit ihm.
Jahre später trifft sich die Familie zu Troys Beerdigung. Cory hat bei der Armee Karriere gemacht, während Lyons im Gefängnis gelandet ist und Hafturlaub erhalten hat. Raynell ist ein munteres kleines Mädchen, für die Rose ihre Mutter ist. Cory will nicht mit zur Trauerfeier, wird aber von Rose dazu überredet. Mit Raynell singt er den von Troy gelernten Blues über Blue, einen alten, sterbenden Hund. Als Gabriel auf seiner Trompete bläst, öffnet sich der Himmel.

## Produktion

### Literarische Vorlage
Der Film basiert auf dem Theaterstück Fences (engl. für Zäune) von August Wilson, der auch die Drehbuchadaption zum Film schrieb. Der US-Dramatiker, der zu den bedeutendsten afroamerikanischen Autoren zählt, hatte für das Stück 1987 den Pulitzer-Preis und den Tony Award erhalten. Ein zentrales Anliegen des Dramatikers war, die Ungerechtigkeit gegenüber schwarzen Menschen zu thematisieren, sie aber nicht in ihrer Opferrolle verharren zu lassen, wofür Troy ein gutes Beispiel ist. Wilson, der selbst die Drehbuchadaption seines Theaterstückes für einen Film schrieb, kurz danach jedoch verstarb, hatte darauf bestanden, dass nur ein afroamerikanischer Regisseur das Stück verfilmen dürfe.

### Bedeutung des Titels von Drama und Film
Troy Maxson beschäftigt sich im Stück in seiner Freizeit damit, den titelgebenden Zaun zu errichten, um sich von der Außenwelt abzuschotten. Maxson sagt: „Ich baue mir einen Zaun um das, was zu mir gehört.“
Auch der Film konzentriert sich ganz auf den Hinterhof des Hauses von Troy Maxson und hält sich damit an den strengen, szenischen Aufbau des ihm zugrundeliegenden Theaterstückes. Lukas Foerster von Der Freitag erklärt, dieser Zaun aus Hartholz, den Troy in diesem eh schon engen, allseitig von rötlich-backsteinernen Gebäuden umstellten Zwischenraum glaubt bauen zu müssen, gebe dem Film nicht nur seinen Titel, sondern sei auch metaphorisch vielfältig aufgeladen: „Manche bauen Zäune, heißt es einmal, um Leute auszusperren, andere tun das, um Leute einzusperren.“ Verena Lueken von der Frankfurter Allgemeinen Zeitung erklärt, Fences sei ein Film, der zwischen Zäunen spielt und auf diesem kleinen Raum vom Zustand der Welt erzählt, in dem diese Figuren um ihr Leben kämpfen.

### Stab, Besetzung und Synchronisation

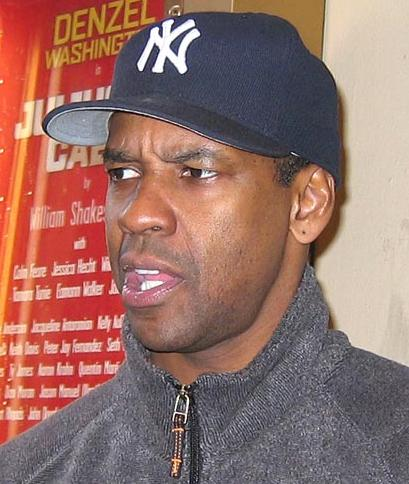
Denzel Washington übernahm im Film die Hauptrolle und führte zudem Regie

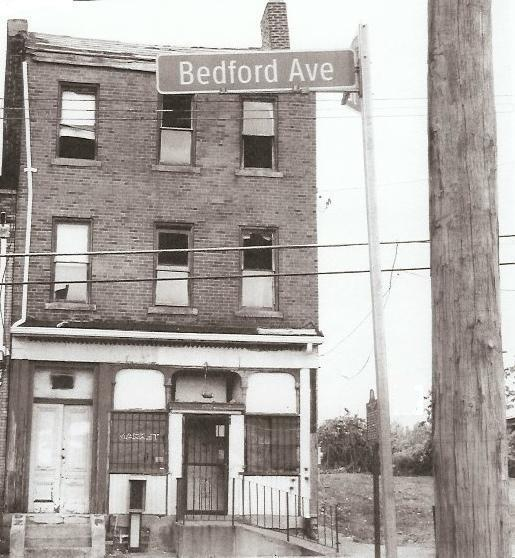
Die Dreharbeiten fanden unter anderem im Hill District von Pittsburgh statt, wo sich auch das Geburtshaus von August Wilson befindet

Regie führte Denzel Washington, der im Film auch die Hauptrolle des Troy Maxson übernahm. Es handelt sich nach Antwone Fisher und The Great Debaters bei Fences um den dritten Film, bei dem Washington Regie führte. Washington hatte 2010 bereits am Broadway in der Rolle des Troy Maxson in Fences auf der Bühne gestanden. Für diese Arbeit wurde Washington als bester Schauspieler ebenfalls mit dem Tony Award ausgezeichnet. Da es sich bei Fences um das einzige seiner Stücke handelte, zu dem Wilson auch ein Drehbuch verfasste, bemühte sich Washington um eine Leinwandadaption.
Viola Davis übernahm die Rolle der Rose, in der sie 2010 bereits neben Washington als Troy Maxsons Ehefrau auf der Bühne stand. Mykelti Williamson spielt Troys Bruder Gabriel Maxson, Russell Hornsby und Jovan Adepo seine Söhne Lyons und Cory, und die Kinderdarstellerin Saniyya Sidney ist in der Rolle der Tochter Raynell zu sehen. Stephen Henderson spielt Troys besten Freund Jim Bono.
Washingtons deutscher Stammsprecher Leon Boden leiht ihm in der Rolle von Troy Maxson seine Stimme. Viola Davis in der Rolle seiner Ehefrau wird von Martina Treger synchronisiert. Troys Bruder Gabriel wird im Deutschen von Olaf Reichmann gesprochen, und seine Söhne Lyons und Cory werden von Charles Rettinghaus und Amadeus Strobl synchronisiert. Zur deutschen Synchronisation sagt Lukas Foerster von Der Freitag, diese beraube den Film nicht nur, wie jeden anderen Film, zwangsläufig zahlloser Bedeutungsnuancen, sondern höhle diesen regelrecht aus. Foerster empfiehlt, sich den Film wenn irgendwie möglich, in der englischen Originalfassung anzusehen.

### Dreharbeiten
Die Dreharbeiten fanden in Pittsburgh, Pennsylvania, statt, dem Handlungsort des Films und des diesem zugrunde liegenden Theaterstücks. Sie wurden dort am 25. April 2016 im Hill District, einer Neighborhood, in der ein großer Teil der Bevölkerung aus Afroamerikanern besteht, begonnen. Anfang Juni 2016 fanden Aufnahmen in der Wabash Street im West End von Pittsburgh statt, wofür man historische Fahrzeuge zum Drehort brachte, darunter 40 Oldtimer aus den 1950er Jahren, alte Polizeifahrzeuge und einen Schulbus aus dieser Zeit. Am 14. Juni 2016 wurden die Dreharbeiten beendet.
Die Handlung verlässt kaum die Räume und Umgebung des Hauses, und lange Dialogpassagen inszenierte Washington in einfachsten Schuss-Gegenschuss-Einstellungen, wie man es aus anderen Theaterverfilmungen wie Wer hat Angst vor Virginia Woolf? kennt. Nach Ansicht von August Wilsons Witwe fanden die Dreharbeiten in einem Haus statt, das perfekt die Lebenswelt, in der sich ihr verstorbener Mann bewegte, wachrufe.

### Filmmusik
Die Filmmusik wurde von Marcelo Zarvos komponiert. Im Dezember 2016 wurde der Soundtrack als Anwärter bei der Oscarverleihung 2017 in der Kategorie Beste Filmmusik in die Kandidatenliste (Longlist) aufgenommen, aus denen die Mitglieder der Akademie die offiziellen Nominierungen bestimmen werden.
Der Soundtrack zum Film umfasst 16 Stücke und wurde am 6. Dezember 2016 von Sony Classical in digitaler Version veröffentlicht. Am 6. Januar 2017 erschien der Soundtrack auf CD.

### Veröffentlichung
Am 6. Dezember 2016 wurde der Film im National Museum of African American History and Culture in Washington, D.C. vorgestellt. Am 16. Dezember 2016 kam der Film in ausgewählte US-amerikanische Kinos und startete dort am 25. Dezember 2016 landesweit. Ein Kinostart in Deutschland erfolgte am 16. Februar 2017. Am 3. Februar 2020 wurde der Film in das Programm von Netflix aufgenommen.

## Rezeption

### Altersfreigabe
Der Film ist in Deutschland FSK 6. In der Freigabebegründung heißt es: „Die auf einem Bühnenstück basierende Geschichte ist ruhig und dialogzentriert erzählt, sie beschränkt sich auf wenige Figuren und Schauplätze. Kinder im Vorschulalter können zwar von einzelnen emotional angespannten Situationen und Ausbrüchen von Aggression irritiert werden, doch bereits 6-Jährige können mit diesen Aspekten umgehen. Ihnen bieten sich durch die ruhige Inszenierung, das Setting und die teils theaterhafte Anmutung ausreichend Möglichkeiten zur Distanzierung.“

### Kritiken
Der Film konnte 92 Prozent der Kritiker bei Rotten Tomatoes überzeugen und erreichte hierbei eine durchschnittliche Bewertung von 7,6 der möglichen 10 Punkte.
Owen Gleiberman von Variety meint, Washingtons Darstellung eines Mannes, der versucht, sich wie ein Hurrikan den täglichen Ungerechtigkeit zu widersetzen, letztlich jedoch von seiner Familie und sich selbst enttäuscht ist, sei beeindruckend. Troy denke im Film, dass sich die Bedingungen für Afroamerikaner in der Gesellschaft nie ändern werden, und sein Denken führe so zu einer sich selbsterfüllenden Prophezeiung. Der Film, so Gleiberman, zeuge hierbei von großer Ernsthaftigkeit, was in der anstehenden Preisverleihungssaison noch ausschlaggebend sein dürfte. Beim Betrachten des Films komme nie ein Zweifel auf, dass diese Leben wichtig sind, was ein gutes und nobles Anliegen sei, so Gleiberman, der Film wirke bei diesem Versuch allerdings manchmal ein wenig zu bemüht. Auch Marietta Steinhart von Zeit Online meint, der Stoff sei angesichts von Polizeigewalt gegen Schwarze und der Entwicklungen der Präsidentschaft Trump heute aktueller denn je.
Über die schauspielerische Leistung von Washingtons Filmfrau sagt Sascha Westphal von epd Film: „Davis spielt Rose Maxson, die offensichtlich im Schatten ihres Mannes steht. Während er ständig seine großen Reden schwingt und sich als Herr des Hauses aufspielt, bleibt sie meist ruhig. Sie muss ihr Leiden am Leben und an der Gesellschaft nicht ständig herausrufen, es ist in ihrer Haltung und ihren Blicken präsenter als in Troys Worten. Aber das ist nur die eine Seite von Davis’ Spiel. Die andere zeugt von einer ungeheuren Stärke und Würde.“
Westphals Kollegin Barbara Schweizerhof nennt Fences einen faszinierenden Film, gerade weil er eine Theaterhaftigkeit bewahrt und sagt: „Es fällt nicht ganz leicht, diesem Menschen über zwei Stunden beim häufigen Monologisieren zuzuhören, aber Denzel Washington, der die Rolle 2010 bereits auf der Bühne gespielt hat, holt aus seiner Figur einen solchen Nuancenreichtum der Motive und Haltungen heraus, dass man doch wie gebannt ist.“ Nach Schweizerhof mache Washington so neben der großen Geschichte von der Rassentrennung, der ungerechten Gesetzgebung und ungleichen Verdienstmöglichkeiten, auch die individuelle Geschichte, in der Troy als ganz eigener Charakter mit Schwächen, Stärken, Verhärtungen und Verletzungen erscheint, sichtbar.
Scott Feinberg von The Hollywood Reporter sah für Fences gute Chancen, bei der Oscarverleihung 2017 als Bester Film nominiert zu werden, aber auch für Denzel Washington in den Kategorien Beste Regie und Bester Schauspieler. Auch Viola Davis sah Feinberg als mögliche Kandidatin als Beste Schauspielerin und Stephen Henderson und Mykelti Williamson als Beste Nebendarsteller. August Wilson, der sein Theaterstück adaptierte, sah Feinberg als vielversprechenden Kandidaten in der Kategorie Bestes adaptiertes Drehbuch. Die Filmmusik von Marcelo Zarvos, der Filmschnitt, das Kostümdesign und einige andere Arbeiten für den Film schienen ihm ebenfalls Oscar-würdig. Vom American Film Institute wurde Fences im November 2016 in die Top-10-Liste der AFI Movies of the Year aufgenommen.

### Einspielergebnis
Die weltweiten Einnahmen des Films liegen bislang bei 63,1 Millionen US-Dollar.

### Auszeichnungen (Auswahl)
Der Film und die Beteiligten erhielten eine große Zahl von Nominierungen und Auszeichnungen, darunter mehrere Auszeichnungen und Nominierungen im Rahmen der NAACP Image Awards 2017, vier Nominierungen im Rahmen der Black Film Critics Circle Awards 2016, eine Nominierung im Rahmen der Excellence in Production Design Awards 2017, zwei Nominierungen der Darsteller bei den AACTA International Awards 2017, eine Nominierung bei den Online Film Critics Society Awards 2017 als Bester Hauptdarsteller für Denzel Washington und zwei Nominierungen als Beste internationale Schauspieler für Washington und Viola Davis im Rahmen der Irish Film and TV Awards 2017. Im Rahmen der Oscarverleihung 2017 erhielt Fences in vier Kategorien eine Nominierung, darunter als Bester Film, Denzel Washington als Bester Hauptdarsteller und August Wilson postum für das Beste adaptierte Drehbuch. Die folgende Auflistung enthält eine Auswahl der bekanntesten Preisverleihungen.
British Academy Film Awards 2017
- Auszeichnung als Beste Nebendarstellerin (Viola Davis)[37]

Critics’ Choice Movie Awards 2016 (Dezember)
- Nominierung als Bester Film
- Nominierung für Beste Regie (Denzel Washington)
- Nominierung für das Beste adaptierte Drehbuch (August Wilson)
- Nominierung als Bester Hauptdarsteller (Denzel Washington)
- Auszeichnung als Beste Nebendarstellerin (Viola Davis)
- Nominierung als Bestes Schauspielensemble[38][39]

Golden Globe Awards 2017
- Nominierung als Bester Hauptdarsteller (Denzel Washington)
- Auszeichnung als Beste Nebendarstellerin (Viola Davis)[40]

London Critics' Circle Film Awards 2017
- Nominierung als Beste Nebendarstellerin (Viola Davis)[41]

Oscarverleihung 2017
- Nominierung als Bester Film (Scott Rudin, Denzel Washington und Todd Black)
- Nominierung als Bester Hauptdarsteller (Denzel Washington)
- Auszeichnung als Beste Nebendarstellerin (Viola Davis)
- Nominierung für das Beste adaptierte Drehbuch (August Wilson, postum)[42]

Producers Guild of America Awards 2017
- Nominierung für The Darryl F. Zanuck Award (Scott Rudin, Denzel Washington und Todd Black)[43]

Satellite Awards 2016
- Nominierung als Bester Film
- Nominierung für die Beste Regie (Denzel Washington)
- Nominierung als Bester Hauptdarsteller (Denzel Washington)
- Nominierung als Beste Nebendarstellerin (Viola Davis)[44]

Screen Actors Guild Awards 2017
- Auszeichnung als Bester Hauptdarsteller (Denzel Washington)
- Auszeichnung als Beste Nebendarstellerin (Viola Davis)
- Nominierung als Bestes Schauspielensemble in einem Film[45][46]

Writers Guild of America Awards 2017
- Nominierung in der Kategorie Bestes adaptiertes Drehbuch (August Wilson)[47]